# (64978) 2002 AW20
(64978) 2002 AW20  es un asteroide del cinturón principal perteneciente al cinturón de asteroides, región del sistema solar que se encuentra entre las órbitas de Marte y Júpiter.
Fue descubierto el 7 de enero de 2002 por el equipo del  JPL/GEODSS NEAT desde el observatorio de Haleakala.

## Designación y nombre
Designado provisionalmente como 2002 AW20.

## Características orbitales
2002 AW20 está situado a una distancia media del Sol de 2,446 ua, pudiendo alejarse hasta 2,653 ua y acercarse hasta 2,240 ua. Su excentricidad es 0,085 y la inclinación orbital 8,481 grados. Emplea 1397,56 días en completar una órbita alrededor del Sol.

## Características físicas
La magnitud absoluta de 2002 AW20 es 15,48. Tiene 2,770 km de diámetro y su albedo se estima en 0,191.